# Halsey
Halsey
es un barrio rural del municipio filipino de tercera categoría de Culión perteneciente a la provincia de Paragua en Mimaro, Región IV-B.

## Geografía
El municipio de Culión, 270 km al norte de Puerto Princesa, se extiende por la totalidad de isla de Culión y otras adyacentes, entre las de Busuanga al norte, Linapacán al sur y Corón a levante.
Todas forman parte del de las islas Calamianes en el norte de la provincia de Paragua, en el Estrecho de Mindoro, lengua de mar que comunica el mar de la China Meridional y el Mar de Joló.
Su término ocupa la parte meridional de la isla, linda al norte con los barrios de Malaking Patag y de Osmeña; al sur con el barrio indígena de de Carabao; al este con el mar de Joló frente al barrio de Bulalacao perteneciente al municipio de Corón; y al oeste con la Ensenada de Halsey que nos separa del barrio de Binudac.
Forman parte de este barrio las islas de Guinlep y de Calipipit a levante y las de Rhodes (Pucoy) y de Banta a poniente en la ensenada del mismo nombre, brazo sur.

### Demografía
El barrio de Halsey contaba en mayo de 2010 con una población de 923 habitantes.

## Historia
La isla de Culión formaba parte de la provincia española de Calamianes, una de las de las 35 provincias de la división política del archipiélago Filipino, en la parte llamada de Visayas. Pertenecía a la audiencia territorial y Capitanía General de Filipinas, y en lo espiritual a la diócesis de Cebú.
El 12 de marzo de 2001 los barrios de Burabod y Halsey, hasta entonces pertenecientes al municipio de Busuanga, quedan separados de dicho municipio pasando a formar parte desde entonces al municipio de Culión. Ese mismo día se crea el barrio de Carabao, para las comunidades culturales indígenas.